# Atrapeu el lladre
Atrapeu el lladre (títol original: Amos & Andrew) és una pel·lícula estatunidenca dirigida per E. Max Frye, estrenada el 1993 i doblada al català.

## Argument
Andrew Sterling, escriptor negre, lloga una casa per tal d'escriure en calma. Un veí el veu per la seva finestra i crida de seguida la policia. Hi ha un malentès, pensant que Andrew és un lladre, amb l'únic argument que és negre. Per tal d'evitar cap error, el cap de policia decideix enviar Amos Odell, un dels seus presoners, perquè faci creure en una presa d'ostatges.

## Repartiment
- Samuel L. Jackson: Andrew Sterling
- Michael Lerner: Phil Gillman
- Margaret Colin: Judy Gillman
- Nicolas Cage: Amos Odell
- Dabney Coleman: Cap de policia Cecil Tolliver
- Brad Dourif: Oficial Donnie Donaldson
- Chelcie Ross: Diputat Earl
- I.M. Hobson: Waldo Lake
- Todd Weeks: Diputat Stan
- Jordà Lund: Diputat Riley
- Jodi Long: Wendy Wong

## Rebuda
- "Atrapeu al lladre", la primera pel·lícula dirigida i escrita per E. Max Frye, és menys que enfisèmica, una coixa farsa satírica, les arrels del qual no estan en la vida sinó en altres pel·lícules i serials.[3]
- Aquest film no és un exemple de les fortaleses de la pel·lícula tradicional, que utilitza l'humor per al desenvolupament de dos personatges simpàtics, i que a continuació, utilitza el contrast entre ells per emfatitzar el seu missatge antiracista. Evitant l'obvi parany de trivialitzar els temes que defensa, "Atrapeu al lladre" no és un èxit rotund. El final desordenat deixa l'espectador amb un mal gust a la boca. Però, com a mínim, almenys la pel·lícula fa riure sense ofendre.[4]